# Stefan Forster (Ruderer)
Stefan Forster (* 14. Dezember 1971 in Würzburg) ist ein ehemaliger deutscher Ruderer, der 1995 Weltmeister mit dem Achter war.

## Sportliche Karriere
Forster belegte bei den Junioren-Weltmeisterschaften 1989 mit dem Achter den vierten Platz, 1992 siegte er mit dem Achter bei den U23-Weltmeisterschaften. Stefan Forster, Mark Kleinschmidt, Ulrich Viefers, Marc Weber und Steuermann Guido Groß gewannen im Vierer mit Steuermann bei den Weltmeisterschaften 1993 in Racice die Bronzemedaille hinter den Rumänen und den Tschechen. Bei den Weltmeisterschaften 1994 in Indianapolis ruderten Forster, Kleinschmidt, Viefers und Weber im Vierer ohne Steuermann auf den sechsten Platz. 1995 rückte Forster in den Deutschland-Achter auf und wurde in Tampere Weltmeister. Bei den Olympischen Spielen 1996 in Atlanta belegten Ike Landvoigt, Stefan Forster, Claas-Peter Fischer und Stefan Scholz den neunten Platz im Vierer ohne Steuermann. 1997 trat eine neue Crew im Vierer ohne Steuermann an: Stefan Heinze, Uwe Steenblock, Stefan Forster und Kai Horl erreichten bei den Weltmeisterschaften 1997 das A-Finale und belegten den sechsten Platz. 1998 saßen Heinze, Forster und Horl in dem deutschen Achter, der bei den Weltmeisterschaften 1998 in Köln die Silbermedaille hinter dem US-Achter gewann. 1999 saß Forster erneut im Achter, mit dem zehnten Platz bei den Weltmeisterschaften 1999 verpasste der Deutschland-Achter die Qualifikation für die Olympischen Sommerspiele 2000.
Der 1,98 m große Stefan Forster startete für den Akademischen Ruderclub Würzburg. Bei Deutschen Meisterschaften gewann Forster 1996 mit dem Vierer ohne Steuermann, 1993 und 1995 mit dem Vierer mit Steuermann und 1998 sowie 1999 mit dem Achter. Als Student der University of Cambridge siegte er 1998 im Boat Race.